# Fool's Gold Loaf

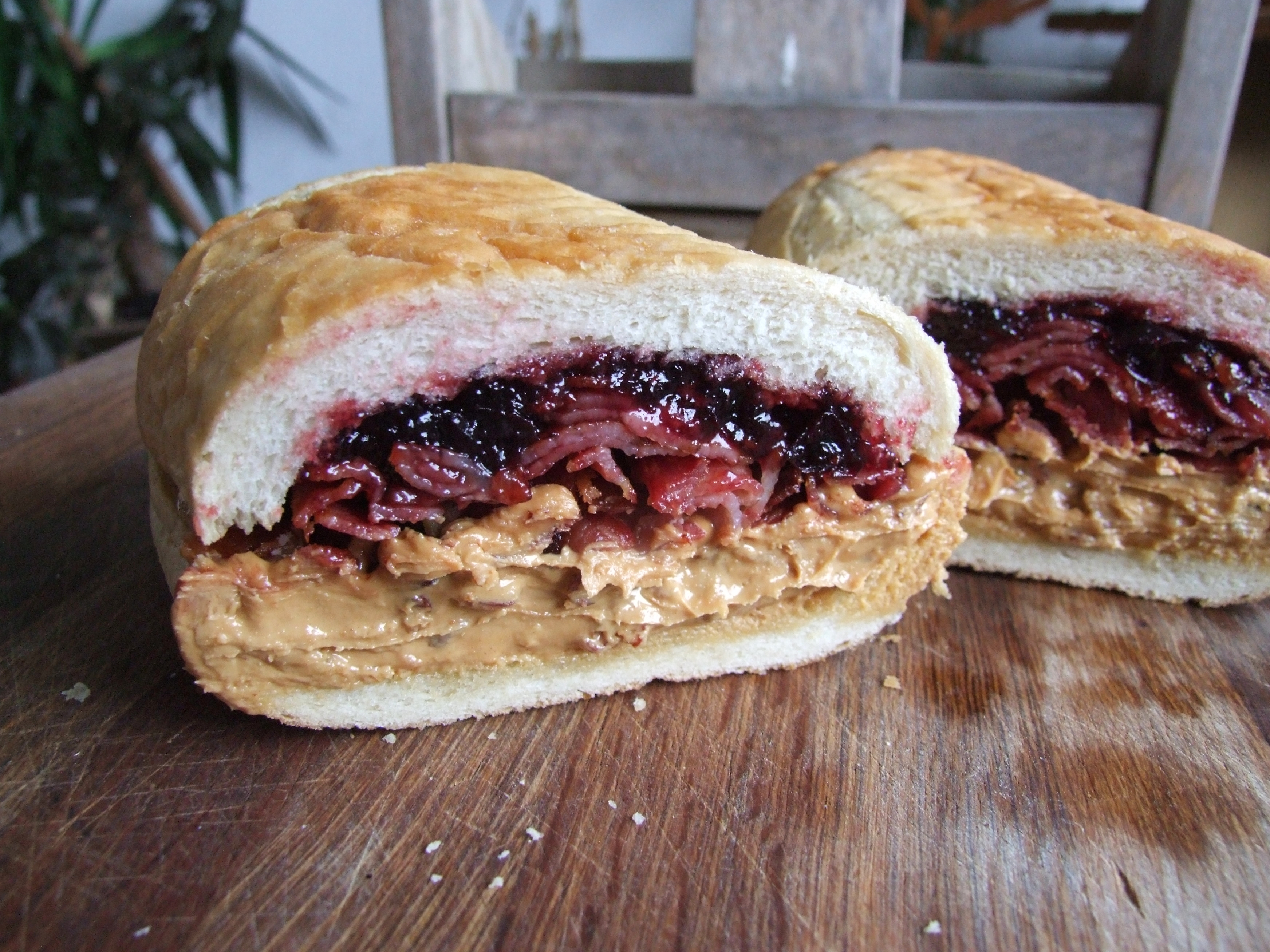
O sanduíche Fool's Gold Loaf.

Fool's Gold Loaf (lit. "Pão de Ouro de Tolo") é um sanduíche feito pela Colorado Mine Company, um restaurante em Denver, Colorado. Consiste em um único pedaço de pão aquecido com o conteúdo de um pote de manteiga de amendoim, um pote de geleia de uva e meio quilo de bacon.
A fonte de sua lenda e interesse prolongado é a conexão do sanduíche com o cantor Elvis Presley. De acordo com The Life and Cuisine of Elvis Presley, em 1976, o astro e seus amigos pegaram um jato particular de Graceland, compraram 22 dos sanduíches e passaram duas horas comendo e bebendo Perrier e champanhe antes de voar de volta para casa. A história se tornou uma lenda e o sanduíche tornou-se o assunto de contínuo interesse da mídia e de vários livros de receitas, geralmente focados no amor de Presley pela comida.

## Origem
Existem duas versões sobre a origem do Fool's Gold Loaf. De acordo com Graeme Wood, o sanduíche foi criado por Cindy e Buck Scott, proprietários do restaurante Colorado Mine Company (lit. "Companhia de Minas do Colorado"). Wood escreve que Presley obteve a receita dos Scotts, para que seu chefe pessoal pudesse prepará-la. De acordo com Nick Andurlakis, ele ajudou a criar o sanduíche enquanto trabalhava na Colorado Mine Company como chefe e sugeriu o Fool's Gold Loaf para o cantor, e Andurlakis afirma que entregou pessoalmente os sanduíches para ele na noite de 1º de fevereiro de 1976, quando viajou para Denver após uma conversa com o capitão Jerry Kennedy e Ron Pietrafeso e sobre este sanduíche. Ele foi batizado de acordo com o tema mineiro do restaurante. Na época do famoso passeio de Presley, o Fool's Gold Loaf custava 49,95 dólares.

## Preparação
A receita foi repetida por várias fontes, incluindo The Life and Cuisine of Elvis Presley e Andurlakis, um chefe da Colorado Mine Company. O Fool's Gold Loaf começa com um pão branco francês coberto com duas colheres de sopa de margarina e assado no forno a 350 °F (177 °C) até ficar castanho. Meio quilo de bacon fatiado é frito em óleo até ficar crocante e depois é escorrido. O pão é cortado longitudinalmente, esvaziado e recheado com manteiga de amendoim, geleia de uva e bacon. De acordo com Andurlakis, ele serviu pessoalmente a Presley o Fool's Gold Loaf com bacon, manteiga de amendoim e geléia de mirtilo em um pão francês. O tipo específico de conservas era supostamente as conservas de mirtilo da Dickinson's.

## Conexão com Elvis Presley
O livro de David Adler contém um relato detalhado do evento que tornou o sanduíche Fool's Gold Loaf famoso. Na noite de 1º de fevereiro de 1976, Elvis Presley estava em sua casa em Graceland em Memphis, entretendo o capitão Jerry Kennedy, da força policial de Denver, Colorado, e Ron Pietrafeso, da Força de Ataque Contra o Crime do Colorado. Os três homens começaram a falar sobre o sanduíche, e o cantor decidiu que queria um naquele momento. Ele já tinha estado no restaurante antes, enquanto estava em Denver.
Kennedy e Pietrafeso eram amigos dos proprietários, então eles foram levados ao aeroporto de Memphis e embarcaram no jato particular de Presley, o Lisa Marie, e voaram duas horas para Denver. Quando eles chegaram ao Aeroporto Internacional de Stapleton à 1h40, o avião taxiou até um hangar especial onde os passageiros foram recebidos por Buck Scott, o proprietário da Colorado Mine Company, e sua esposa Cindy, que trouxera 22 Fool's Gold Loaf para os homens. Eles passaram duas horas no hangar comendo os sanduíches, tomando Perrier e champanhe. Presley convidou os pilotos do avião, Milo High e Elwood Davis, para comerem junto com eles. Quando terminaram, voaram de volta para Memphis sem nunca terem saído do aeroporto de Denver.

## Repercussão
A cobertura da mídia sobre o sanduíche é extensa especialmente por sua conexão com Elvis Presley. Foi amplamente relatado como "lenda" pela mídia; incluindo o NBC 's Today, The Joplin Globe, e o Gloucester Daily Times. Doug Clark, um colunista da The Spokesman-Review, reconta a história popular e escreve que a receita do Fool's Gold Loaf é "surpreendentemente saborosa" e observa que contém cerca de 8 000 quilocalorias (33 000 quilojaules). A lenda popular e o sanduíche também foram notados pela revista Smithsonian.
O sanduíche foi incluído em várias publicações e livros de receitas e gerou interesse nacional com o livro de David Alder, The Life and Cuisine of Elvis Presley. O trabalho de Alder continuaria com o documentário para televisão The Burger and The King. O Fool's Gold Loaf foi detalhado em Ramble Colorado: The Wanderer's Guide to the Outbeat, Overlooked, and Outrageous. O Peanut Butter and Co. Cookbook refere-se à lenda do Fool's Gold Loaf e a liga ao sanduíche de manteiga de amendoim, banana e bacon, também conhecido como "sanduíche de Elvis". Além disso, o sanduíche e sua conexão com o astro são destaque na comédia romântica de 2013 The F Word (What If), com The Last Leg exibindo-o também, a fim de promover o filme.
Uma versão de 1,5 kg do Fool's Gold Loaf, conhecida como "Elvis Challenge", foi preparada pelo restaurante Succotash em Kansas City, Missouri, durante um episódio de 2019 do Man V. Food do Cooking Channel.